# Nationale A 1976/77
Die Saison 1976/77 war die 55. Spielzeit der Nationale A, der höchsten französischen Eishockeyspielklasse. Meister wurde zum ersten Mal in der Vereinsgeschichte überhaupt der Gap Hockey Club. Die Diables Rouges de Briançon und der Club des patineurs lyonnais stiegen in die zweite Liga ab.

## Modus
Die zehn Mannschaften absolvierten jeweils 18 Spiele. Der Erstplatzierte der Hauptrunde wurde Meister. Die beiden Letztplatzierten mussten in der Relegation gegen die beiden Erstplatzierten der zweiten Liga antreten. Für einen Sieg erhielt jede Mannschaft zwei Punkte, bei einem Unentschieden gab es ein Punkt und bei einer Niederlage null Punkte.

## Hauptrunde

### Tabelle
|     | Klub                               | Sp | S  | U | N  | Punkte |
| --- | ---------------------------------- | -- | -- | - | -- | ------ |
| 1.  | Gap Hockey Club                    | 18 | 15 | 0 | 3  | 30     |
| 2.  | CSG Grenoble                       | 18 | 13 | 2 | 3  | 28     |
| 3.  | Chamonix Hockey Club               | 18 | 11 | 2 | 5  | 24     |
| 4.  | Ours de Villard-de-Lans            | 18 | 11 | 1 | 6  | 23     |
| 5.  | Club des Sports de Megève          | 18 | 9  | 2 | 7  | 20     |
| 6.  | Viry-Châtillon Essonne Hockey      | 18 | 9  | 0 | 9  | 18     |
| 7.  | Sporting Hockey Club Saint Gervais | 18 | 8  | 1 | 9  | 17     |
| 8.  | CPM Croix                          | 18 | 6  | 1 | 11 | 13     |
| 9.  | Diables Rouges de Briançon         | 18 | 2  | 1 | 15 | 5      |
| 10. | Club des patineurs lyonnais        | 18 | 1  | 0 | 17 | 2      |

Sp = Spiele, S = Siege, U = Unentschieden, N = Niederlagen

## Relegation
|    | Klub                        | Punkte |
| -- | --------------------------- | ------ |
| 1. | Hockey Club de Caen         | 4      |
| 2. | ASG Tours                   | 3      |
| 3. | Diables Rouges de Briançon  | 3      |
| 4. | Club des patineurs lyonnais | 2      |

Sp = Spiele, S = Siege, U = Unentschieden, N = Niederlagen